# Fran Cruz
Francisco de Paula Cruz Torres, meglio noto come Fran Cruz (Cordova, 22 giugno 1991), è un calciatore spagnolo, difensore dell'Atlético Palma del Rio.

## Carriera
Ha giocato nella seconda divisione spagnola e nella massima serie polacca.